# Adam Zegadło
Adam Zegadło (* 13. April 1910 in Krzyzka, Polen; † 13. Mai 1989 ebenda) war ein polnischer Holzschnitzer und Vertreter der Naiven Kunst.

## Leben und Werk

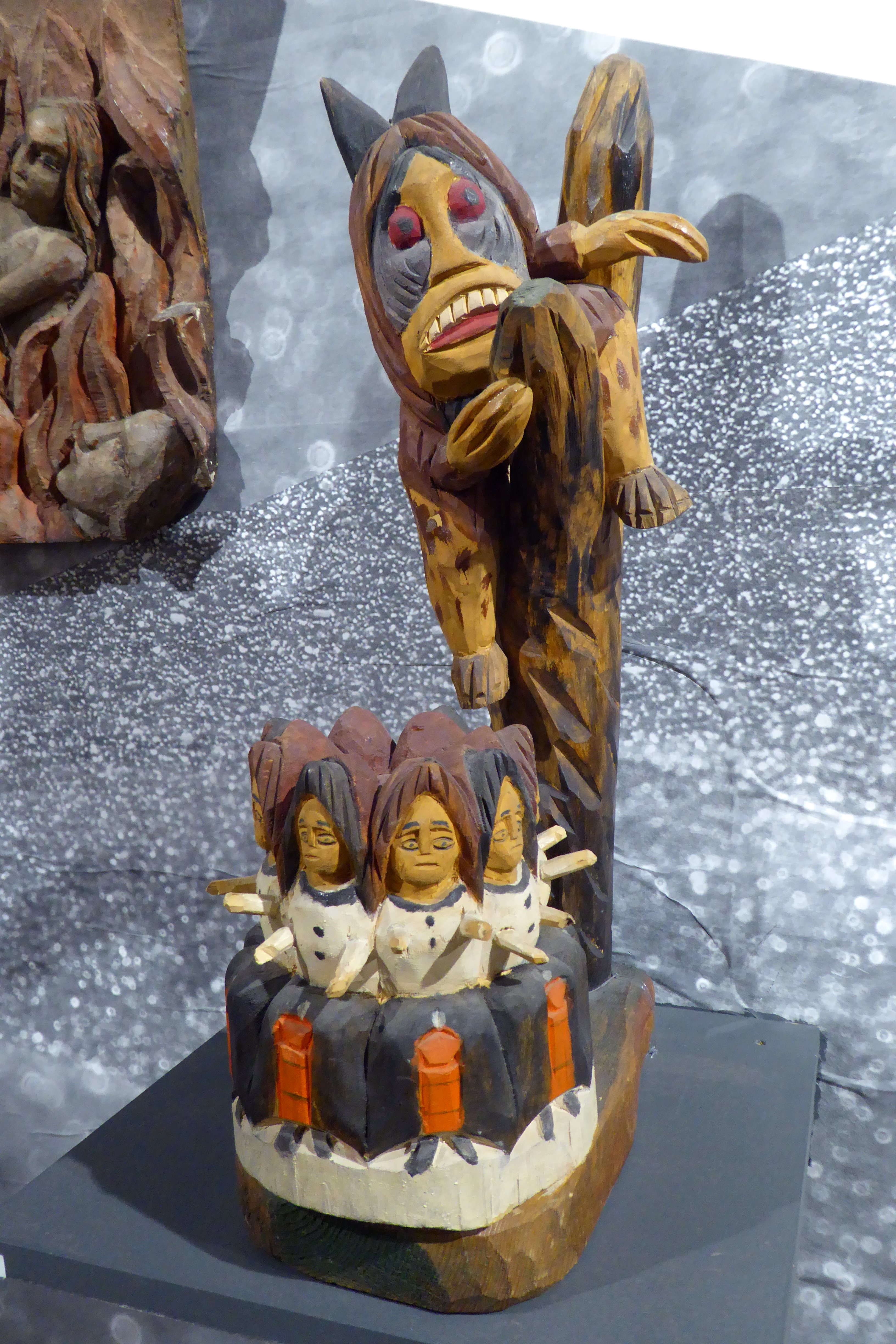
„Hexen, die Butter machen“, Skulptur von Adam Zegadło, 1969, Nationales Ethnographisches Museum, Warschau.

Nach dem frühen Tod des Vaters begann Adam Zegadło als 13-Jähriger in einer Fabrik für landwirtschaftliche Geräte eines jüdischen Kleinunternehmers zu arbeiten. Während des Zweiten Weltkriegs übte er verschiedene Gelegenheitsarbeiten aus, beschäftigte sich jedoch hauptsächlich mit dem Holzhandwerk. Er fertigte Haushaltsgegenstände, Geräte und einfache Möbel. Als Nebenerwerb schnitzte er zusammen mit seinen Söhnen Eugeniusz und Henryk Spielzeug. Sie schufen eine farbenfrohe Welt von Tieren, Autos, Soldaten, Krippenfiguren, Musikanten, tanzenden Paaren, Karussells und kleinen Schaukelpferden. 
Die Anfänge seiner künstlerischen Tätigkeit gehen auf die 1960er Jahre zurück. Nach dem Besuch einer Mitarbeiterin des Świętokrzyskie Muzeum in Kielce 1961 erfolgte die entscheidende Wende in Zegadło's Schaffen. Er konzentrierte sich auf die Gestaltung größerer Holzskulpturen, die auf Folklore, Sagen, Erzählungen und Märchen basieren. In kurzer Zeit wurde Zegadło einer der bekanntesten und meist geschätzten naiven Künstler in Polen. 
Später ging Zegadło dazu über, verschiedene Motive zu einem umfangreicheren Thema zu verbinden, wie z. B. beim Schnitzwerk Die wichtigsten Ereignisse im Leben eines Menschen, das aus den Szenen Kennenlernen, Hochzeit, feierliches Mahl, Hochzeitstänze, Taufe und Tod besteht. Ein zweiter großer Themenkomplex sind Zegadło's Erinnerungen an Leben und Bräuche der in Ostpolen bis zum Holocaust lebenden Juden. Dieser Themenkomplex ist eng mit persönlichen Erfahrungen verknüpft, die er während seiner Arbeit bei dem jüdischen Kleinunternehmer gesammelt hatte. 
Der dritte große Themenkomplex seines Schaffens ist die sakrale Kunst. Zegadło schnitzte Bildwerke mit Darstellungen von Heiligen und deren Symbolen, widmete sich auch Sujets aus dem Alten und Neuen Testament. Als gläubiger Katholik hielt Zegadło die Heiligen und biblischen Szenen räumlich konsequent von Teufel, Hexen und Dämonen getrennt. Um die Dynamik seiner Skulpturen zu betonen, arbeitete Zegadło mit heiteren und lebendigen Farben, die zu einem Charakteristikum seiner Werke wurden. 
1967 wurde seine Kunst mit einer polnischen Sonderbriefmarke mit der Abbildung der Holzskulptur Chor gewürdigt. Von den zahlreichen Preisen und Auszeichnungen ist der 1974 verliehene Oskar-Kolberg-Preis am bedeutendsten. 
Adam Zegadło schnitzte bis zum Lebensende, zog sich jedoch zunehmend aus dem kulturellen Leben zurück. Er hinterließ über 1000 Holzskulpturen in musealen und privaten Sammlungen.

## Ausstellungen
1964 fand in Polen die erste Ausstellung zeitgenössischer naiver Kunst statt, an der vier große Wojewodschaften (Verwaltungsbezirke) aus Ostpolen teilnahmen. 1965 folgte die Ausstellung Inni. Od Nikifora do Głowackiej (Die Anderen. Von Nikifor bis Głowacka) in der Galeria Zachęta in Warschau. Letztere brachte Zegadło nicht nur Ruhm, sondern auch die Möglichkeit, seine Werke im Ausland zu präsentieren, u. a. auf Festivals der Naiven in Bratislava, Spoleto und Paris. 
1981/1982 stellte die Städtische Galerie Sohle 1 Bergkamen Holzskulpturen von Adam Zegadło aus und 2016 zeigte die Kunsthalle Recklinghausen die Ausstellung Frömmigkeit und Nachtgesichte. Naive Kunst aus Polen mit Werken unter anderem von Nikifor Krynicki, Teofil Ociepka und Katarzyna Gawłowa, Jan Lamecki und Adam Zegadło.